# إيرج سليماني

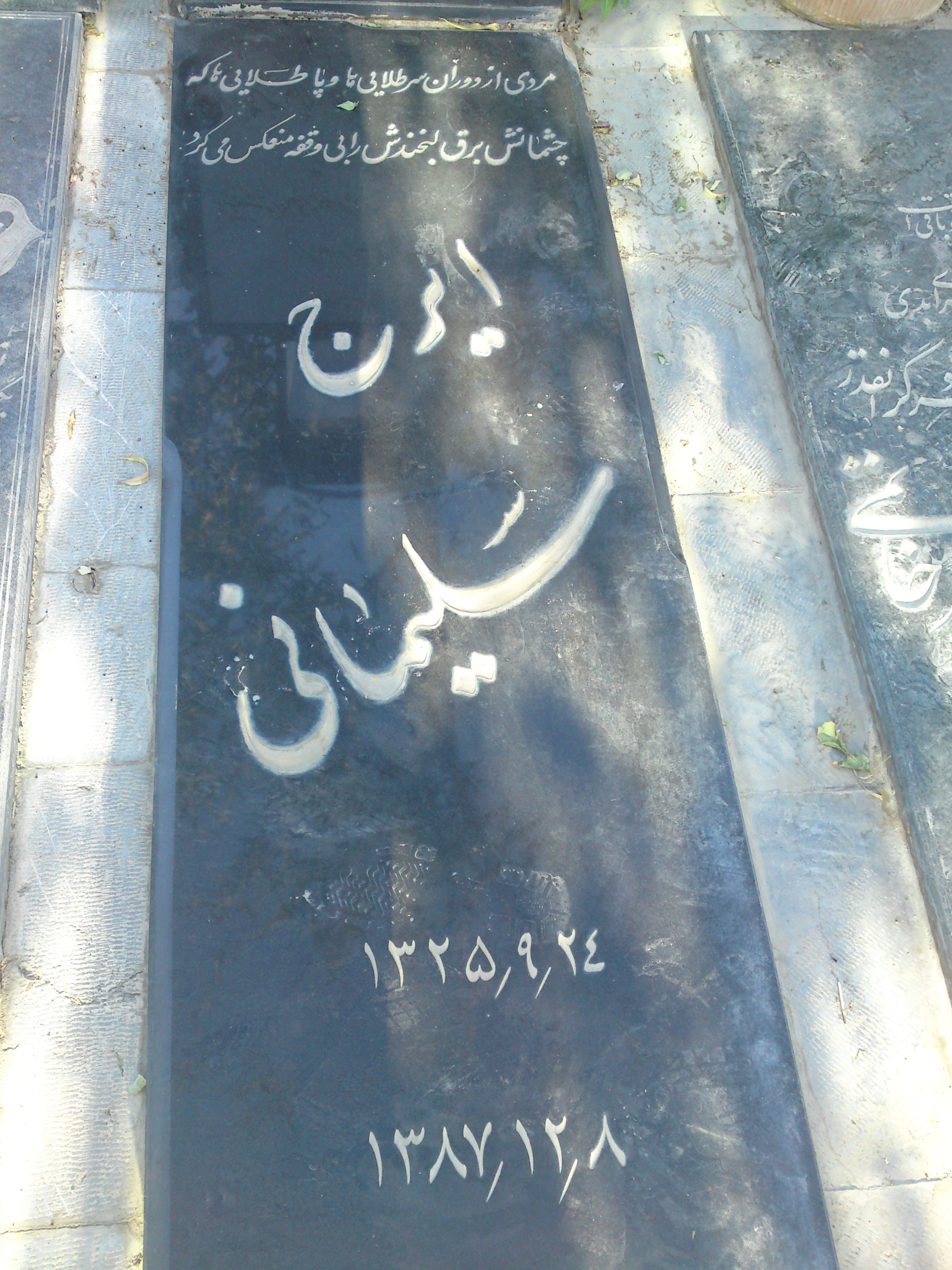
قبر ايرج سليمان

إيرج سليماني (بالفارسية: ایرج سلیمانی) هو لاعب كرة قدم إيراني في مركز الهجوم، ولد في 15 ديسمبر 1946 في مسجد سليمان في إيران، وتوفي في 23 فبراير 2009 في كرج في إيران. لعب مع نادي برسبوليس ونادي شاهين طهران.